# Братья (фильм, 2009, США)
«Братья» (англ. Brothers) — американский фильм 2009 года, ремейк одноимённого датского фильма 2004 года режиссёра Сюзанны Бир, военная драма режиссёра Джима Шеридана с Натали Портман, Джейком Джилленхолом и Тоби Магуайром в главных ролях.

## Сюжет
Молодой офицер Сэм Кэхилл встретил вышедшего из тюрьмы непутёвого брата Томми. Через несколько дней он оставляет жену Грэйс с дочерьми и отправляется в Афганистан, где его вертолёт сбивают повстанцы. Семье приходит похоронка, и Томми начинает заботиться о Грэйс и девочках. Вскоре Томми завоёвывает расположение племянниц и почти заменяет им отца. Они с Грэйс становятся очень близки и между ними вспыхивают чувства. Во время одного из диалогов Томми и Грейс целуются. 
В это время находящийся в плену Сэм под давлением убивает своего друга Джо, который попал в плен вместе с ним. Сэм в ужасе от этого поступка и не знает, что делать. Через несколько дней его спасает отряд американских военных и он возвращается домой. 
Сэм стал замкнутым и лишённым чувства юмора. Дочки боятся его и хотят, чтобы вместо него с ними был Томми. Убийство Джо Сэм хранит в тайне. 
Кроме того, он убеждён, что Грэйс и Томми переспали. Когда он спрашивает об этом жену, она отвечает, что они только целовались. 
На дне рождения младшей дочери старшая дочь Сэма, Изабель, намеренно выводит его из себя и неожиданно заявляет отцу, что его подозрения по поводу жены и брата верны, и что между его братом и его женой происходит роман. 
Вечером Сэм в гневе громит кухню, крича, что жена не понимает, через что он прошёл, чтобы вернуться к ней. Приезжает Томми, который пытается его успокоить, но Сэм теряет контроль и выбегает на улицу с оружием. К дому подъехали полицейские, которых на всякий случай вызвали родители братьев. 
Сэм пытается покончить с собой выстрелом в голову, но приходит в себя и сдаётся полиции. 
Проходит некоторое время, Сэм проходит длительное лечение в психиатрической клинике. Грейс читает письмо, которое Сэм написал ей на случай своего невозвращения с войны. Он извиняется перед братом и признаётся Грейс, что он убил Джо, и она его прощает.
В конце фильма Сэм говорит о цитате «что только мёртвые видят конец войны» и заявляет, что он увидел этот конец, но задаёт вопрос «Смогу ли я теперь жить дальше?»

## В ролях
- Тоби Магуайр — капитан Сэм Кэхилл
- Джейк Джилленхол — Томми Кэхилл
- Натали Портман — Грейс Кэхилл
- Сэм Шепард — Хэнк Кэхилл
- Клифтон Коллинз-младший — майор Кавазос
- Бэйли Мэдисон — Изабелла Кэхилл
- Мэр Уиннингэм — Элси Кэхилл
- Тэйлор Гир — Мэгги Кэхилл
- Патрик Флугер — рядовой Джо Уиллис
- Кэри Маллиган — Кэйси Уиллис
- Дженни Уэйд — Тина
- Итан Сапли — Суинни

## Награды и номинации
- 2010 — две номинации на премию «Золотой глобус»: лучшая мужская роль — драма (Тоби Магуайр), лучшая песня (U2, Боно, Winter)
- 2010 — 4 номинации на «Сатурн»: лучший приключенческий фильм, боевик или триллер, лучшая мужская роль (Тоби Магуайр), лучшая женская роль (Натали Портман), лучший молодой актёр или актриса (Бэйли Мэдисон)